# تلفن همراه (فیلم)
«تلفن همراه» (انگلیسی: Mobilize (film)) فیلمی در ژانر مستند است که در سال ۲۰۱۴ منتشر شد. فیلمی در رابطه با تشعشعات تلفن همراه است.